# Dasol
Dasol is een gemeente in de Filipijnse provincie Pangasinan op het eiland Luzon. Bij de laatste census in 2007 had de gemeente ruim 27 duizend inwoners.

## Geografie

### Bestuurlijke indeling
Dasol is onderverdeeld in de volgende 18 barangays:
| - Alilao - Amalbalan - Bobonot - Eguia - Gais Guipe - Hermosa - Macalang - Magsaysay - Malacapas | - Malimpin - Osmeña - Petal - Poblacion - San Vicente - Tambak - Tambobong - Uli - Viga |

## Demografie
Dasol had bij de census van 2007 een inwoneraantal van 27.027 mensen. Dit zijn 1.646 mensen (6,5%) meer dan bij de vorige census van 2000. De gemiddelde jaarlijkse groei komt daarmee uit op 0,87%, hetgeen lager is dan het landelijk jaarlijks gemiddelde over deze periode (2,04%).